# Kalmar länstrafik
Kalmar länstrafik ansvarar för kollektivtrafiken i Kalmar län. 
Kalmar länstrafik bildades 1980, då som ett aktiebolag (under namnet Kalmar Läns Trafik AB) ägt till 50% av landstinget och till 50% av länets kommuner. Kalmar länstrafik ombildades 2012 till förvaltning inom Region Kalmar län. Förvaltningen har sitt huvudkontor och sin trafikledning i Högsby. 
Kalmar länstrafik bytte från och med 1 januari 2019 logotyp i och med den nya regionbildningen i Kalmar län.

## Operatörer
Från augusti 2017 används Scania-bussar i landsbygdstrafik och Setra-bussar på Öland. Skoltrafik och stadstrafik i Västervik och Oskarshamn körs med Scania-bussar. I Kalmars stadstrafik används Mercedes-Benz. Scania Mercedes-Benz & Setra för skoltrafiken i södra Kalmar län.
| Kommun             | Entreprenör                        |
| ------------------ | ---------------------------------- |
| Kalmar kommun      | Bergkvarabuss                      |
| Västerviks kommun  | Buss i Väst / Connect Bus Söne AB  |
| Oskarshamns kommun | Flexbuss Sverige AB                |
| Nybro kommun       | Nilsbuss                           |
| Torsås kommun      | Bergkvarabuss                      |
| Mörbylånga kommun  | Bergkvarabuss                      |
| Borgholms kommun   | Bergkvarabuss                      |
| Mönsterås kommun   | Flexbuss Sverige AB                |
| Vimmerby kommun    | Nilsbuss                           |
| Emmaboda kommun    | Johan Maurtizon Buss               |
| Högsby kommun      | Flexbuss Sverige AB                |
| Hultsfreds kommun  | Buss i Väst / Hjalmarssons buss AB |
| Gamleby            | Ukna Busstrafik                    |
| Alstermo           | Nilsbuss                           |
| Mörlunda, Viserum  | Buss i Väst / Hjalmarssons buss AB |

## Landsbygdstrafik
Kalmar länstrafik har flera linjer i landsbygdstrafiken runt om i Kalmar län. Här nedan visas de linjer som går över kommungränser i länet. Det finns även linjer för närtrafik, industriturer och linjelagd skolskjuts.
| Linje | Sträcka                                              |
| ----- | ---------------------------------------------------- |
| 22    | Edsbruk - Ukna - Överum                              |
| 23    | Västervik - Edsbruk                                  |
| 24    | Västervik - Gamleby - Loftahammar                    |
| 25    | Västervik - Överum                                   |
| 28    | Västervik - Segersgärde                              |
| 29    | Gamleby - Tyllinge                                   |
| 30    | Gamleby - Boda                                       |
| 34    | Västervik - Blackstad - Vimmerby                     |
| 35    | Västervik - Vimmerby - Hultsfred                     |
| 37    | Oskarshamn - Fridhem                                 |
| 39    | Västervik - Ankarsrum - Totebo/Tuna                  |
| 44    | Oskarshamn - Misterhult - Mörtfors                   |
| 45    | Oskarshamn - Fårbo - Figeholm                        |
| 48    | Oskarshamn - Lämmedal                                |
| 52    | Oskarshamn - Kristdala                               |
| 53    | Oskarshamn - Bråbo - Kristdala                       |
| 54    | Oskarshamn - Kristdala - Hultsfred                   |
| 55    | Hultsfred - Vena                                     |
| 60    | Hultsfred/Målilla - Mörlunda                         |
| 61    | Hultsfred - Målilla - Virserum                       |
| 62    | Hultsfred - Järnforsen/Virserum                      |
| 71    | Hultsfred - Lönneberga                               |
| 76    | Vimmerby - Ydrefors                                  |
| 78    | Vimmerby - Gullringen                                |
| 79    | Vimmerby - Dabbetorp - Gullringen                    |
| 81    | Vimmerby - Backa                                     |
| 82    | Vimmerby - Snokebo - Backa                           |
| 85    | Vimmerby - Totebo                                    |
| 87    | Vimmerby - Tuna - Ankarsrum                          |
| 101   | Kalmar - Borgholm - Köpingsvik - Löttorp - Byxelkrok |
| 102   | Färjestaden - Gårdby - Runsten - Borgholm            |
| 104   | Skogsby - Färjestaden - Saxnäs - Glömminge           |
| 105   | Kalmar - Mörbylånga                                  |
| 107   | Borgholm - Föra                                      |
| 112   | Mörbylånga - Grönhögen - Ottenby                     |
| 121   | Kalmar - Torsås - Bergkvara                          |
| 122   | Ljungbyholm - Hagby, Kalmar kommun - Halltorp        |
| 123   | Ljungbyholm - Skällby - Halltorp                     |
| 125   | Ljungbyholm - Tvärskog - Påryd                       |
| 130   | Nybro - Emmaboda                                     |
| 131   | Kalmar - Trekanten - Nybro                           |
| 133   | Emmaboda - Lindås - Vissefjärda                      |
| 134   | Emmaboda - Långasjö                                  |
| 137   | Nybro - Boda glasbruk                                |
| 139   | Nybro - Orrefors - Alstermo                          |
| 140   | Nybro - Flerohopp - Orrefors - Gadderås              |
| 146   | Nybro - Bäckebo - Alsterbro                          |
| 151   | Högsby - Grönskåra - Fagerhult, Högsby kommun        |
| 152   | Högsby - Fågelfors - Fagerhult, Högsby kommun        |
| 153   | Högsby - Fågelfors                                   |
| 154   | Oskarshamn - Bockara - Hultsfred                     |
| 155   | Oskarshamn - Högsby                                  |
| 156   | Oskarshamn - Fliseryd - Högsby                       |
| 158   | Högsby - Blomstermåla - Ålem                         |
| 159   | Hultsfred - Målilla - Högsby                         |
| 160   | Västervik - Oskarshamn - Kalmar                      |
| 161   | Oskarshamn - Kalmar                                  |
| 162   | Ålem - Pataholm - Kåremo                             |
| 163   | Mönsterås - Ålem - Blomstermåla                      |
| 164   | Mönsterås - Blomstermåla                             |
| 165   | Mönsterås - Fliseryd - Finsjö                        |
| 167   | Oskarshamn - Skorpetorp - Påskallavik                |
| 168   | Mönsterås - Oknö                                     |
| 169   | Oskarshamn - Påskallavik - Emsfors                   |
| 170   | Rockneby - Drag - Revsudden                          |
| 185   | Expressbuss Västervik - Linköping                    |
| 310   | Oskarshamn - Växjö                                   |
| 315   | Nybro - Åseda                                        |
| 320   | Hultsfred - Växjö                                    |
| 325   | Västervik - Vimmerby - Eksjö - Nässjö                |
| 344   | Hultsfred - Vetlanda                                 |
| 500   | Kalmar - Karlskrona                                  |
| 581   | Vimmerby - Kisa                                      |

## Tågtrafik
Kalmar länstrafik ansvarar även för viss tågtrafik i länet.
| Linje      | Sträcka                                           |
| Krösatågen | Emmaboda - Nybro - Kalmar                         |
| Krösatågen | Kalmar – Berga – Hultsfred – Vimmerby – Linköping |
| Krösatågen | Västervik – Åtvidaberg - Linköping                |
| ---------- | ------------------------------------------------- |

Sedan december 2013 går Krösatågen mellan Karlskrona och Emmaboda. Sedan 2014 går även en linje mellan Emmaboda och Kalmar centralstation.

### Kalmar tätort
Tätortstrafiken i Kalmar består av sex linjer.
| Linje | Sträcka                                                                              |
| 401   | Länssjukhuset - Kalmar C - Lindsdal - Läckeby                                        |
| 402   | Kalmar C - Kalmar Öland Airport - Smedby                                             |
| 403   | Kalmar C - Länssjukhuset - Ljungbyholm                                               |
| 404   | Kalmar C - Hansa City - Färjestaden                                                  |
| 405   | Kalmar C - Norrliden - Hansa City - Kalmar C                                         |
| 421   | Björkenäs - Oxhagen (Kalmar) - Giraffen - Stortorget - Länssjukhuset - Sjöbrings väg |

### Oskarshamns tätort
| Linje | Sträcka                                                                  |
| ----- | ------------------------------------------------------------------------ |
| 47    | Västra industriområdet - Centrum - Saltvik - Ängelstorp                  |
| 701   | Norrby - Rödsle - Sjukhuset - Centrum - Södertorn - Kristineberg Centrum |
| 710   | Centrumlinjen                                                            |
| 712   | Mysingsö - Kristineberg centrum - Oscarsgymnasiet                        |

### Västerviks tätort
| Linje | Sträcka                                                                       |
| ----- | ----------------------------------------------------------------------------- |
| 1     | Gertrudsvik - Skogshaga - Brevik - Resecentrum - Södermalm - Örbäcken         |
| 5     | Resecentrum - Västervik Resort - Gotlandsterminalen (körs endast sommartid)   |
| 10    | Närtrafik Ljungheden - Spötorget - Lasarettet - Resecentrum - Tre Bröders väg |
| 36    | Gunnebo - Ljungheden - Kvännaren - Resecentrum                                |

### Nybro tätort
| Linje | Sträcka                              |
| ----- | ------------------------------------ |
| 601   | Kungshall - Nybro station - Hanemåla |
| 602   | Transtorp - Nybro station - Madesjö  |